# Aidia paiei
Aidia paiei är en måreväxtart som beskrevs av Colin Ernest Ridsdale. Aidia paiei ingår i släktet Aidia och familjen måreväxter. Inga underarter finns listade i Catalogue of Life.